# Perfumeria

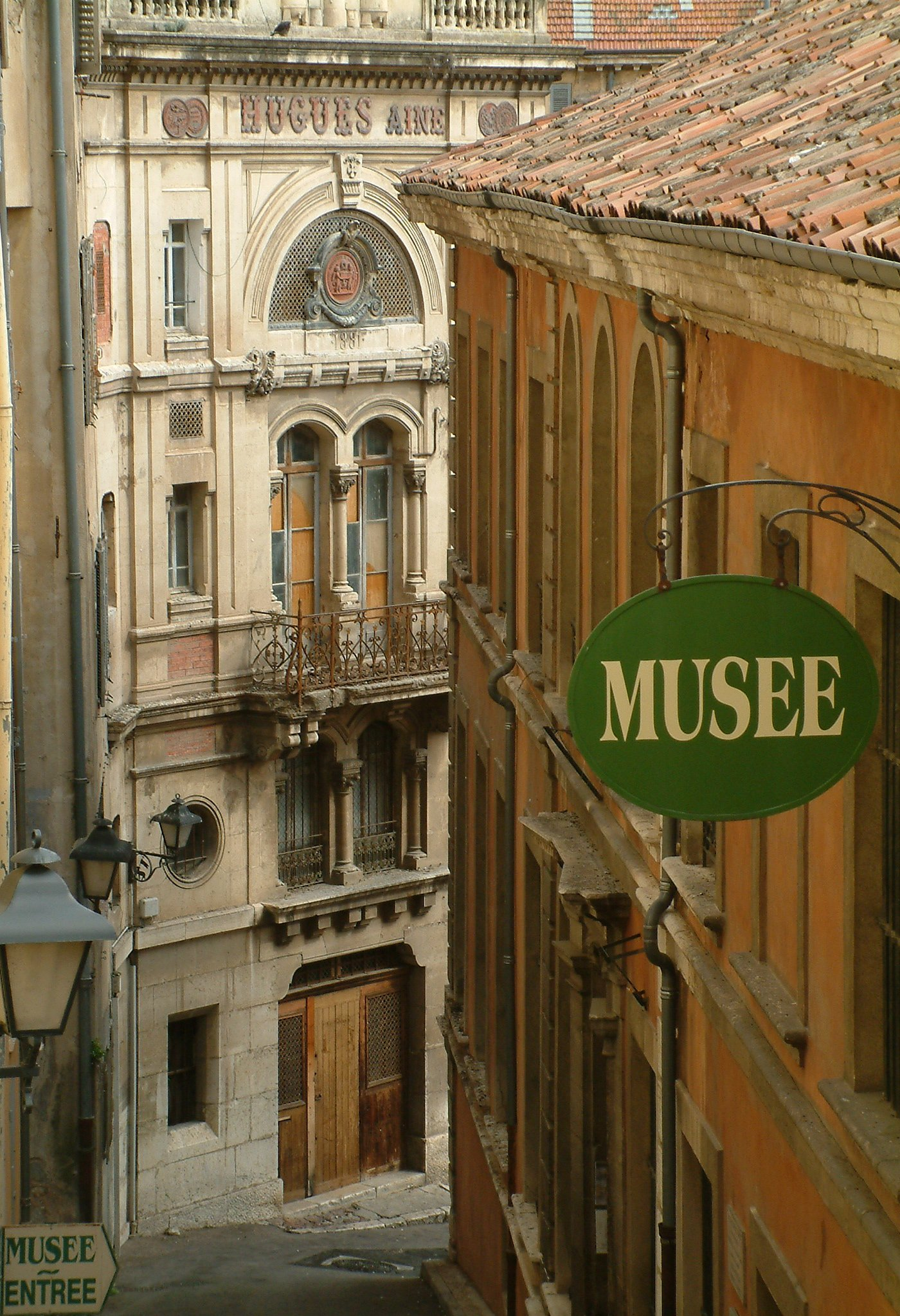
Perfumeria Hugues Ainé a la Provença.

La perfumeria designa l'art i la indústria de la fabricació de perfums. També és el lloc on es fabrica o es venen els perfums.
L'art de la perfumeria conjunta dosifica i controla moltes substàncies oloroses d'origen natural i artificial per tal de crear una olor agradable i seductora. Els criteris de l'estètica olfactiva són molt contrastats segons els períodes i les cultures que abasta. La necessitat i l'ús de perfums travessen segles i continents dins de les grans arts clàssiques. La perfumeria segueix l'alça i el declivi de les civilitzacions. Va estar confinada als rituals religiosos durant els primers segles de la història a partir del món grecoromà entrà en la vida profana. Els envasos antics de vidre testimonegen l'ús intensius dels olis perfumats a tota la conca mediterrània.
Less genealogies de la perfumería mundial, són taules on s'ubiquen les notes olfactives dels perfums i queden organitzades per famílies. Els contratipus ubiquen les fragàncies en aquestes famílies per a referència del públic que els consumeix.
Grassa (Grasse) a la Provença és la capital tradicional mundial de la perfumeria. Cap al segle xix el descobriment de perfums a través de substàncies químiques sintètiques desplaçaren el centre de la producció cap a París.
A nivell mundial les vendes de perfums van ser l'any 2009 de 56,9 mil milions de dòl·lars. Els principals productors van ser França, Alemanya i els Estats Units.
La indústria del perfum a França va exportar productes per valor de 4.100.000.000 dòl·lars a tot el món l'any 2009. El principal comprador de perfums francesos va ser els Estats Units seguits de Rússia.